# Baclozygum
Baclozygum is een geslacht van wantsen uit de familie van de Thaumastocoridae. Het geslacht werd voor het eerst wetenschappelijk beschreven door Ernst Evald Bergroth in 1909.

## Soorten
Het genus bevat de volgende soorten:

- Baclozygum bergrothi Drake & Slater, 1957
- Baclozygum brachypterum Slater, 1973
- Baclozygum brevipilosum Rose, 1965
- Baclozygum depressum Bergroth, 1909